# Ізвоареле (Галац)
Ізвоареле (рум. Izvoarele) — село у повіті Галац в Румунії. Входить до складу комуни Слобозія-Конакі.
Село розташоване на відстані 180 км на північний схід від Бухареста, 24 км на північний захід від Галаца.

## Населення
За даними перепису населення 2002 року у селі проживали 1069 осіб, усі — румуни. Усі жителі села рідною мовою назвали румунську.